# Cantonul Le Russey
Cantonul Le Russey este un canton din arondismentul Pontarlier, departamentul Doubs, regiunea Franche-Comté, Franța.

## Comune
- Le Barboux
- Le Bélieu
- Le Bizot
- Bonnétage
- La Bosse
- Bretonvillers
- Chamesey
- La Chenalotte
- Les Fontenelles
- Grand'Combe-des-Bois
- Laval-le-Prieuré
- Longevelle-lès-Russey
- Le Luhier
- Le Mémont
- Montbéliardot
- Mont-de-Laval
- Narbief
- Noël-Cerneux
- Plaimbois-du-Miroir
- Rosureux
- Le Russey (reședință)
- Saint-Julien-lès-Russey